# ستاره گونه او
ستاره گونه او (انگلیسی: O-type star) یا O-type یک ستاره داغ و آبی-سفید از نوع طیفی O در طبقه‌بندی طیفی یرکس سیستم طبقه‌بندی یرکس است که توسط اخترشناسان به کار گرفته شده است. دمای آنها بیش از ۳۰۰۰۰ کلوین (K) است. ستارگان این نوع دارای خطوط جذب قوی هلیوم یونیزه، خطوط قوی سایر عناصر یونیزه، و خطوط هیدروژن و هلیوم خنثی ضعیف تر از طیفی نوع B هستند.
ستارگانی از این نوع بسیار نادر هستند، اما چون بسیار درخشان هستند، در فواصل بسیار دور دیده می‌شوند. از ۹۰ درخشان‌ترین ستاره‌ای که از زمین دیده می‌شود، ۴ ستاره از نوع O هستند.[a] به دلیل جرم زیاد، ستارگان نوع O به سرعت در انفجارهای شدید ابرنواختری به زندگی خود پایان می‌دهند که منجر به سیاهچاله‌ها یا ستاره‌های نوترونی می‌شود. بیشتر این ستارگان دنباله اصلی جوان پرجرم، ستارگان غول پیکر یا ابرغول هستند، اما همچنین برخی از ستارگان مرکزی سحابی‌های سیاره‌ای، ستارگان کم جرم قدیمی در نزدیکی پایان عمر خود، که معمولاً طیف‌های O مانند دارند.